# Tragedia de Amuay
La Tragedia de Amuay, también conocida como la explosión en la refinería de Amuay, fue un desastre ocurrido el 25 de agosto de 2012 en esa refinería ubicada en la costa occidental de la península de Paraguaná, municipio Los Taques del estado Falcón, en Venezuela, que causó 55 muertos y 156 heridos.

## Ubicación
El Complejo Refinador de Amuay es una instalación para la refinación de petróleo perteneciente a la empresa energética estatal Petróleos de Venezuela (PDVSA). Esta refinería se encontraba entre las cinco mayores del mundo hasta que su organización fue reestructurada en 1997, año en el que se vinculó operativa y administrativamente con la refinería Cardón, ubicada en la misma península, y la refinería Bajo Grande, en el estado Zulia, para integrar el Centro de Refinación de Paraguaná (CRP), considerado el tercer mayor complejo refinador de petróleo del mundo.

## Siniestro

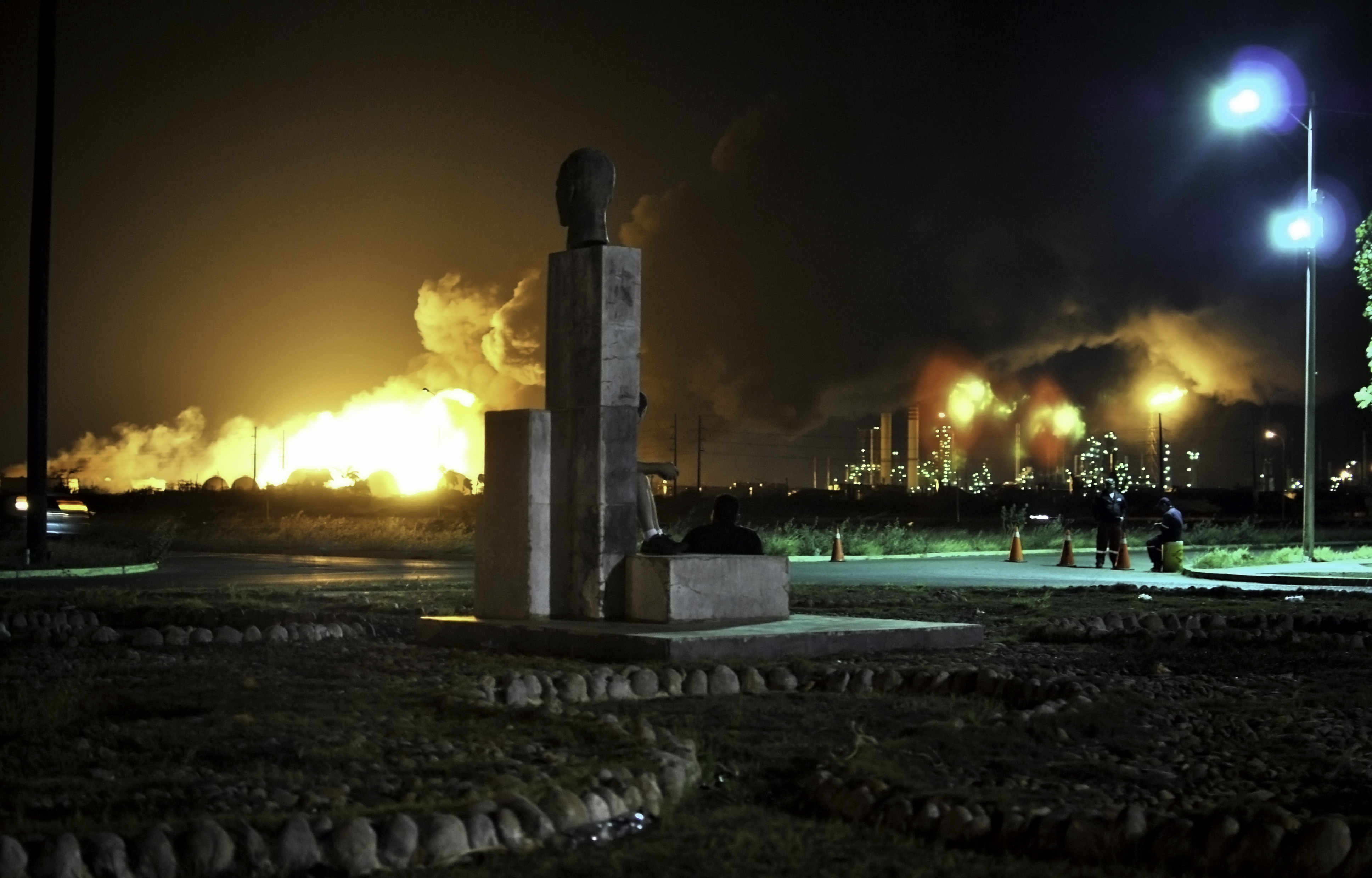
Vista del incendio causado por la explosión.

A las 12:35 a. m. se recibe la primera alerta sobre la fuga de propano en el bloque 23 de almacenamiento del CRP Amuay, lo que provocó que los bomberos de PDVSA actuaran acordonando la zona, cerrando la Avenida Bolívar de Judibana y la Av. Intercomunal Alí Primera. A la 1:07 a. m. se produce la explosión de los gases acumulados por la fuga que ocasionó una onda expansiva de gran magnitud, trayendo como consecuencia la destrucción de viviendas, estructuras aledañas y el Destacamento N.º 44 de la Guardia Nacional. Además, las ondas expansivas provocaron pánico en la población cercana, por lo que sus habitantes evacuaron la zona por iniciativa propia. El entonces ministro de Petróleo y Minería, Rafael Ramírez, declaró que la causa de las explosiones fue la formación de una nube de gas tras una fuga.
Durante el transcurso del suceso fueron afectados nueve tanques de la zona del bloque 23 de almacenamiento por fuertes llamas que se instalaron en los tanques 200, 203 y 204, siendo este último apaciguado el 28 de agosto en horas de la mañana, luego de que se consumiera en su totalidad el contenido del tanque. Además de la refinería, más de 1.600 viviendas resultaron dañadas por la onda expansiva.
Hacia las 9 de la mañana del 25 de agosto, las autoridades manifestaron que el incendio estaba controlado y que los heridos fueron asistidos en el hospital Calles Sierra de Punto Fijo y en el hospital Coromoto de Maracaibo. La comunidad de Punto Fijo prestó espacios para los servicios de salud. 
Para el día 26 de agosto la cifra de muertos se elevaba a 41 y la de heridos a 86. Un niño de 10 años estaba entre los muertos. Para el día 27 de agosto la cifra de muertos se elevaba a 48 y la de heridos a 156. El martes 28 de agosto luego de cuatro días, las llamas fueron extinguidas en su totalidad. La tarde del 4 de septiembre uno de los tanques volvió a encenderse en llamas, lo cual fue controlado por los bomberos rápidamente.

## Reacciones
El Aeropuerto Internacional Josefa Camejo suspendió todos sus vuelos hasta que el incendio quedó extinguido. El Ministerio Público inició una investigación, designando un equipo de la Unidad de Criminalística de dicho ministerio. Asimismo, el fiscal nacional Jimi Goite coordinó las investigaciones y ordenó realizar las diligencias orientadas a determinar las causas del hecho. Por su lado, el ministro Rafael Ramírez aseguró que tras el accidente se hizo una parada programada de actividades y que en dos días reiniciarían las labores en la planta.
Por otro lado, el entonces presidente de Venezuela, Hugo Chávez, decretó tres días de duelo nacional por todas las personas fallecidas en dicho siniestro y el domingo 26 de agosto se presentó en el edificio administrativo (NEOA) de la refinería de Amuay, en su discurso sobre los sucesos declaró “La función debe continuar”,  también rechazó las afirmaciones de que PDVSA podría ser responsable del desastre.
El vicepresidente de PDVSA y viceministro de Petróleo y Minas para ese año, Eulogio del Pino, señaló en una entrevista de la estatal televisora VTV que no descartaba la tesis del sabotaje como causa de la explosión.
El político y entonces candidato presidencial Henrique Capriles, criticó a la gerencia de PDVSA por su pobre historial de seguridad y alegó la falta de mantenimiento como causa del accidente. El presidente Chávez, quien dijo que era demasiado pronto para identificar la causa, al igual que el ministro Rafael Ramírez, indicó que Capriles no "sabía de lo que hablaba". Iván Freites, secretario general de la Federación Unificada de Trabajadores del Petróleo, responsabilizó al gobierno por la falta de inversión y mantenimiento en la industria, considerándola la principal causa de la explosión. Freites denunció que desde 2011, el sindicato de trabajadores petroleros se había quejado de problemas con "equipos dañados, falta de repuestos y otras condiciones inseguras"